# Alskorset
Alskorset (tyska: Alsenkreuz) var en militär medalj utdelat av kungariket Preussen. Fastställd den 7 december 1864, firar medaljen den preussiska segern under den 29 juni 1864 vid slaget vid ön Als. Medaljen tilldelades i två olika grader. Ett för kombattanter och icke-stridande. Det utdelades därefter till de trupper som var i reserv vid slaget och medlemmar av Johanniterorden som deltog i striden.